# Bulbophyllum subtenellum
Bulbophyllum subtenellum là một loài phong lan thuộc chi Bulbophyllum.